# Jorongan
Jorongan is een bestuurslaag in het regentschap Probolinggo van de provincie Oost-Java, Indonesië. Jorongan telt 8820 inwoners (volkstelling 2010).